# مائدة يوغرطة
مائدة يوغرطة، نجد جبلي يقع بشمال غربي الجمهورية التونسية بولاية الكاف، جنوب شرقي مدينة قلعة سنان وشمال غربي مدينة القلعة الخصبة. يبلغ ارتفاعه 1271 م.
مائدة يوغرطة هي موقع تاريخي متفرد بروائعه الطبيعية بتونس وما يزيد في جمال هذا الموقع التاريخي الطبيعي الفريد من نوعه، إنه هضبة مستوية  في شكل طاولة تتجاوز مساحتها 80 هكتارا وتتكون من صخور ترسبية سميكة. وتتوسط المائدة مجموعة من الهضاب الجبلية الصخرية التي تضفي على الموقع سحرا منقطع النظير من خلال السهول التي تطل عليها في كل الاتجاهات والمنظر الرائع للجبال المجاورة. تمثل صعوبة النفاذ لهذا الموقع إحدى المميزات التي تزيد من غرابته، حيث لا يمكن الوصول اليه الا عبر سلم حجري منحوت في شكل درجات على طول الكتلة الصخرية. وقد عثر الباحثون اسفل هذه المائدة على عدة اثار كالقبور الجلمودية واثار بناءات تعود إلى حضارات مختلفة إضافة إلى موقع لمعصرة زيتون من عصور ما قبل التاريخ، وهو ما يؤكد الاهمية الاقتصادية لهذه المائدة الجبلية ولكل المنطقة المجاورة لها. وأضحت مائدة يوغرطة بفضل مميزاتها الطبيعية والجيولوجية إحدى الروائع التاريخية التي يقبل عليها الزوار من تونس ومن مختلف بلدان العالم خاصة اثر ادماجها في المسلك السياحي والثقافي الذي احدث منذ سنوات بجهة الكاف بهدف تدعيم فرص التنمية لاسيما من خلال تطوير المنظومة السياحية البيئية والأثرية. كما تم استغلال هذا المعلم الطبيعي خلال الخمس سنوات الماضية من قبل السلطات الجهوية لفائدة السياحة الشبابية، من خلال تنظيم أيام يوغرطة للأنترنات وذلك بالتعاون مع الجمعية التونسية للأنترنات والوسائط المتعددة.

## معرض صور

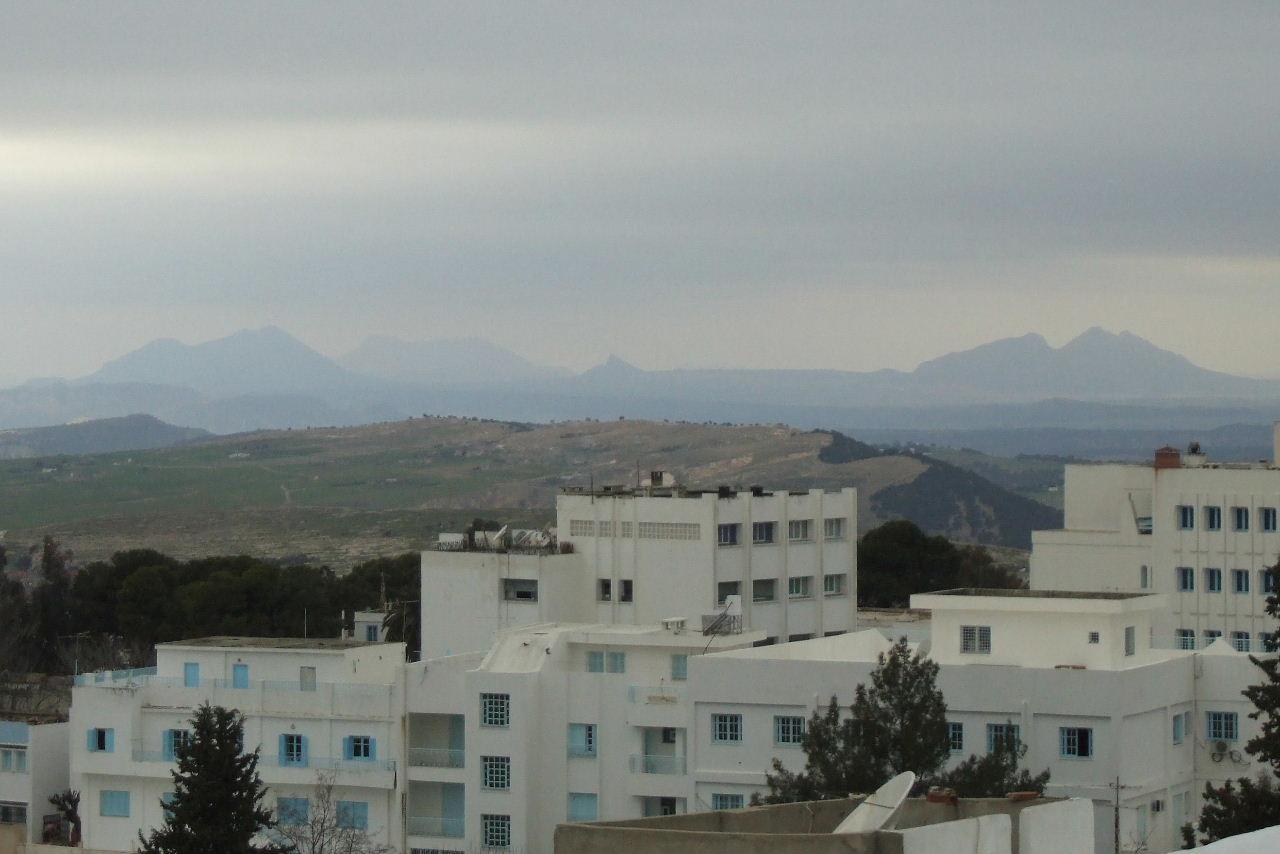
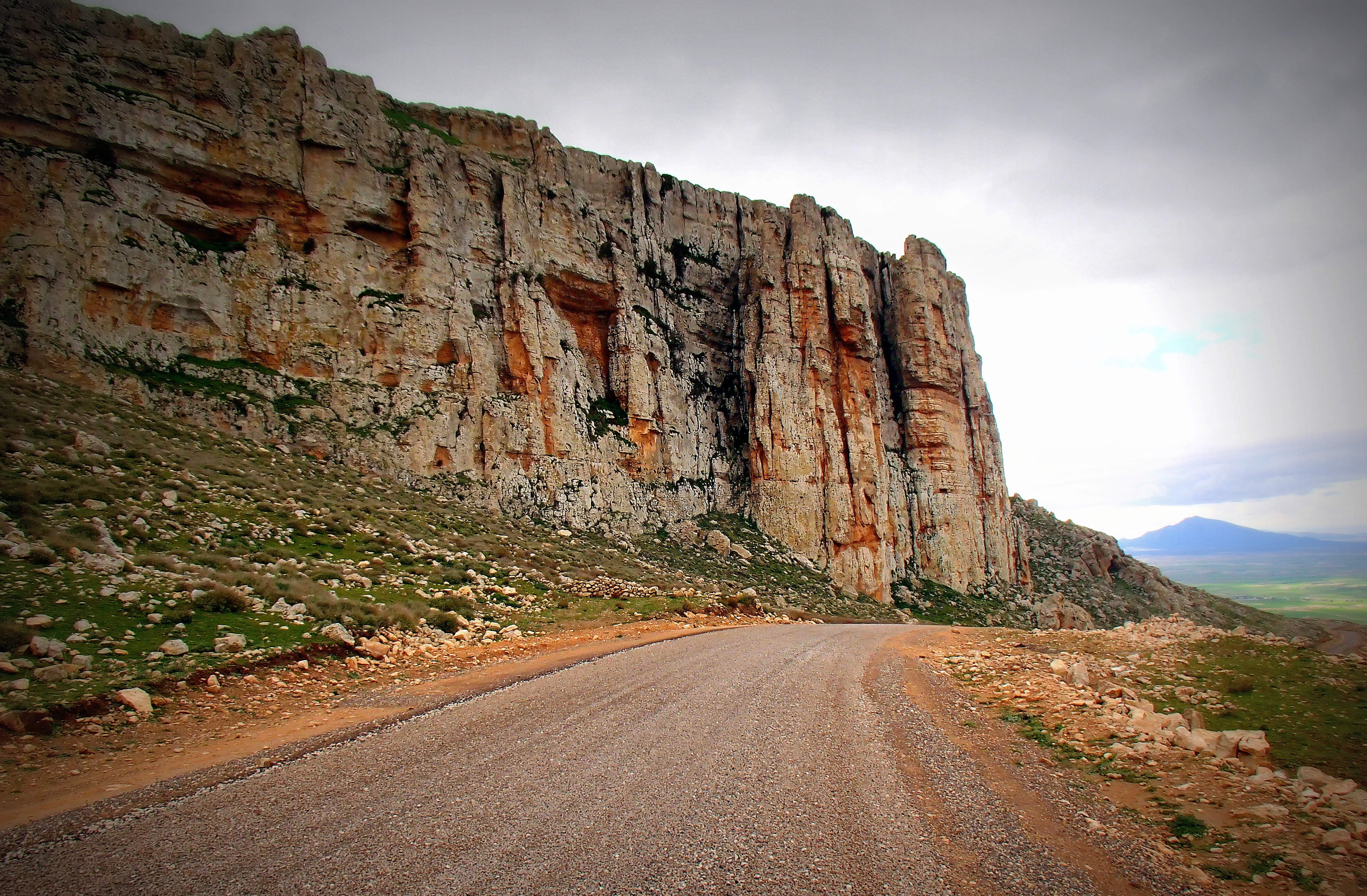
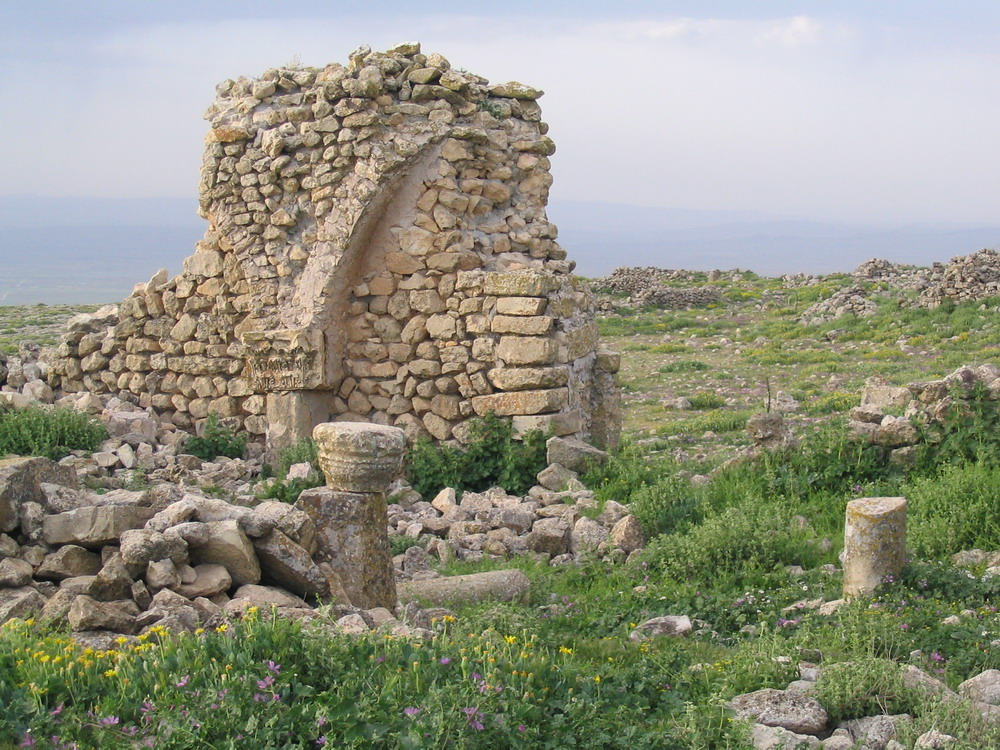
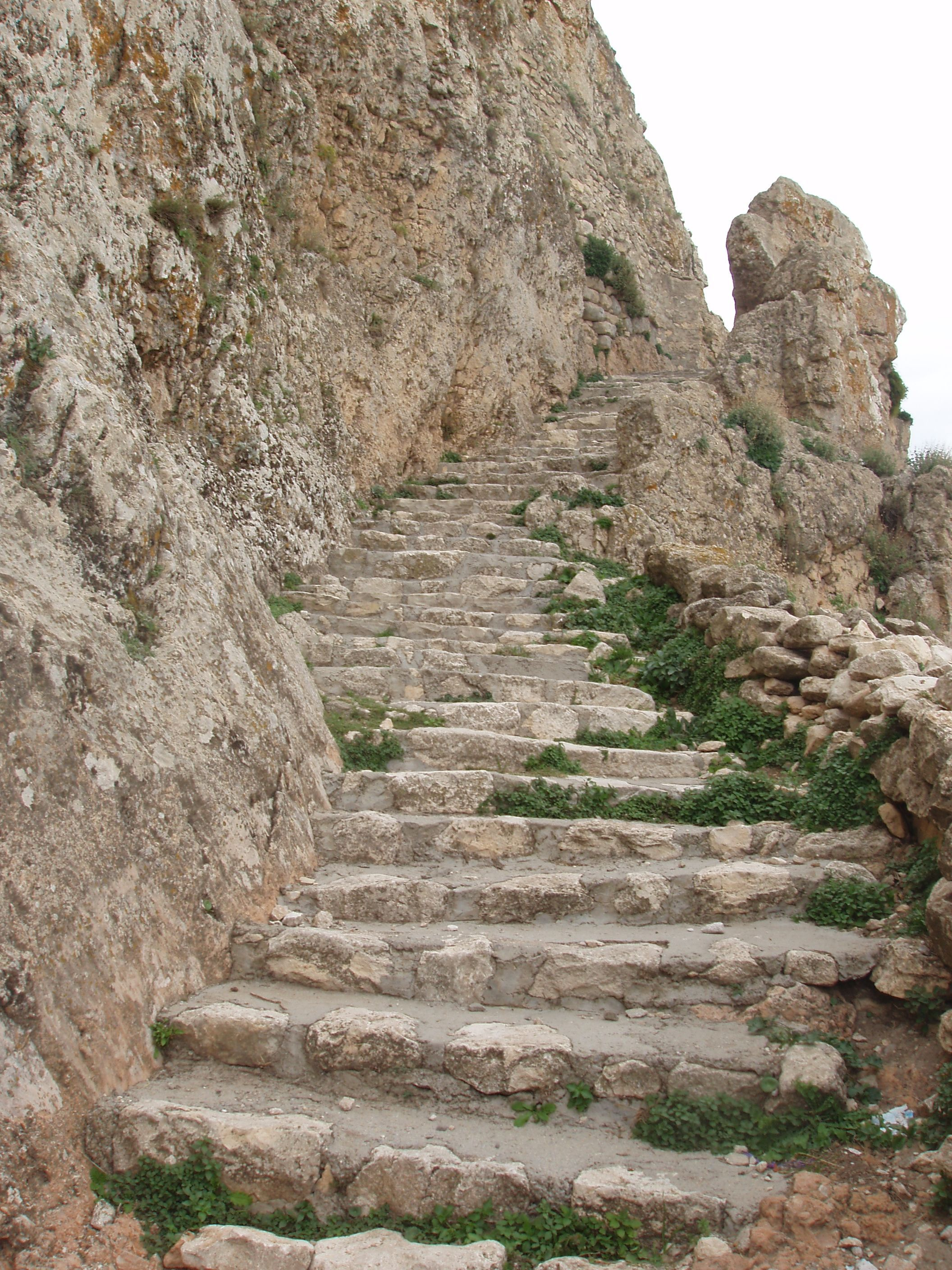